# Repeater Buttress
Repeater Buttress (vormals Irn Bru Buttress) ist ein großes und 250 m hohes Felsenkliff auf der westantarktischen Adelaide-Insel. Es ragt zwischen dem Exhibition Buttress und dem Ammo Col aus dem Reptile Ridge oberhalb der Rothera-Station auf.
Mitarbeiter des British Antarctic Survey benannten es nach dem Irn-Bru, einem in Schottland beliebten alkoholfreien Erfrischungsgetränk. Das UK Antarctic Place-Names Committee nahm 2005 allerdings anlässlich einer zwischen 1997 und 1998 durchgeführten Errichtung einer Repeaterstation auf dem Kliff eine Umbenennung vor.